# Accademia di San Luca

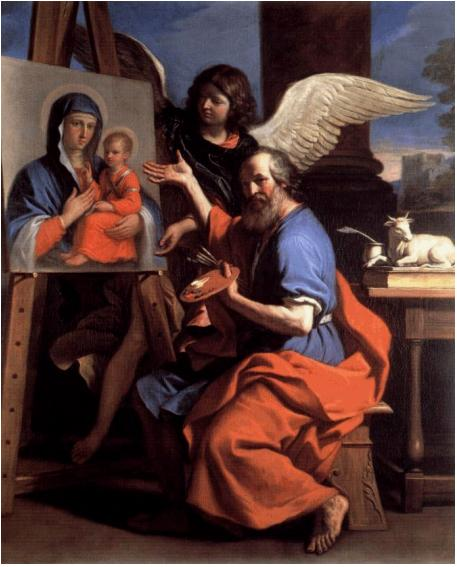
Saint Luc peignant la Vierge

Pour les articles homonymes, voir Accademia et Académie des beaux-arts.
L'académie de Saint-Luc (en italien : Accademia di San Luca) est une association des artistes de Rome fondée en 1577. Devenue réellement active sous Federico Zuccaro, son premier directeur (ou « prince », en italien principe), en 1593, elle est nommée ainsi en référence à saint Luc, tenu pour être l’auteur du premier portrait de la Vierge Marie.
Elle se situe près de la fontaine de Trévi.
L'Académie de Saint-Luc, appelé également Accademia di belle arti di Roma est l'une des plus anciennes académies d'art d'Italie et la plus importante d'Italie, reconnue par le ministère italien de l'Éducation (ministère de l'Université et de la Recherche).
Avec la réforme des arts (loi 21 décembre 1999, no 508), l'Académie est devenue l'un des principaux centres de spécialisation, formation avancée et recherche en art. L'Académie exerce son activité à la fois à un niveau régional et national. Chaque artiste membre est tenu d'offrir une œuvre à l'institution, dans l’optique de perpétuer sa mémoire. Les œuvres offertes par les divers membres qui s'y sont succédé depuis la fondation sont présentées au musée de l'Académie, situé à l'intérieur de Palazzo Carpegna.

## Histoire
Elle est liée à l'ancienne Université des peintres, miniaturistes et enlumineurs de Rome, dont les premiers statuts, remontant à 1478, sont conservés auprès des archives historiques de l'Académie.
Le peintre Girolamo Muziano est mandaté pour réunir peintres et sculpteurs affirmés afin d'assurer la fondation de l'Académie. Ses intentions sont de distinguer le travail des artistes du simple artisanat.
Le 13 octobre 1577, le pape Grégoire XIII autorise l'institution de l’académie, en lui annexant une congrégation religieuse également sous le vocable de Luc, désormais considéré comme le saint patron de tous les peintres. Pendant ses premières années, l'association reste sous le patronage papal, qui contrôle toute l'institution.
À la suite de la concession de l'église de Saint Martina voulue par le pape Sixte V en 1588, l'académie et la congrégation sont transférées dans l'édifice définitif et ses locaux annexes, le palazzo Carpegna, près du Forum romain.
L'organisation de l'institution se développe réellement grâce à Federico Zuccaro, qui, en 1593, en  assume le principato comme directeur chargé de l'association.
Une Académie du nu (Accademia del nudo) est ensuite créée qui organise un premier niveau d'apprentissage consacré à la copie d'après modèle vivant.
Les premiers statuts sont officiellement approuvés en 1607 et sont modifiés au cours des siècles jusqu'à ceux, encore en vigueur au début du XXIe siècle, qui remontent à 1959.
Entre-temps, l’académie est devenue  Accademia reale en 1872 puis  nazionale en 1948.
Ont fait partie du corps académique des artistes illustres, peintres, sculpteurs et architectes, en qualité de membres académiques « émérites ».
Des papes, des princes, des souverains et des personnages illustres y ont été élus en tant que membres « d'honneur. » Johann Heinrich Füssli y fut élu membre grâce à l'influence de Canova qu'il avait eu l'occasion de rencontrer à Londres, et qui avait aimé ses travaux.

## Directeurs
Principi dell'Accademia  les plus distingués :
- Cherubino Alberti
- Placido Costanzi
- Baldassare Croce
- Domenichino
- Gian Lorenzo Bernini
- Paolo Guidotti
- Domenico Guidi
- Luigi Garzi
- Antiveduto Grammatica
- Alessandro Turchi
- Filippo Gagliardi
- Filippo Lauri
- Tommaso Conca
- Pierre de Cortone
- Pier Francesco Mola
- Filippo della Valle
- Carlo Marchionni
- Giuseppe Bartolomeo Chiari
- Carlo Cesi
- Sebastiano Conca
- Carlo Tenerani
- Simon Vouet
- Charles Le Brun
- Camillo Rusconi
- Antonio Canova
- Vincenzo Camuccini
- Nicola Consoni

## Membres distingués
(liste non exhaustive)
- Alessandro Algardi, dit l'Algarde (1595 ou 1598 - 1654), sculpteur.
- Giovan Battista Gaulli dit il Baciccio (1639-1709), peintre ; il est nommé prince de l'Académie en 1673[2].
- Gian Lorenzo Bernini, dit Le Bernin ou Cavaliere Bernini (1598-1680), sculpteur et architecte.
- Francesco Borromini (1599-1667), architecte.
- Plautilla Bricci, peintre et architecte.
- Emmanuel Briffa, (1875-1955) décorateur de théâtre
- Michelangelo Merisi da Caravaggio, dit Le Caravage (1571-1610), peintre.
- Carracci
- Nicolas Colombel (1686-1689), peintre.
- De Chirico
- Antoine Derizet
- Luigi Durantini (1791-1857)
- Adam Elsheimer (1578, Francfort-sur-le-Main - 1610, Rome)
- Fontaine
- Jacques Gamelin (1738-1803), peintre, premier prix du modèle vivant en 1771.
- Corrado Giaquinto (1703-1765) admis en 1740 et peu de temps après, créé un atelier où il forme de jeunes artistes espagnols envoyés à Rome pour terminer leurs études[3]
- Sofia Giordano (1778-1829)
- Giris
- Giuseppe Girometti (1780-1851), médailleur et graveur en pierres fines
- Guercino
- Luc Breton
- Juvarra
- Maratta
- Nerfs
- Pierre de Cortone
- Piranèse,
- Nicolas Poussin
- Reins
- Valadier
- Vélasquez
- Vespignani
- Cornelis de Wael (1592-1667), peintre, membre en 1627.
- Giovanni Battista Montano (1534-1621), architecte
- Andreï Belloli peintre qui s'installa en  Russie.
- Luisa Roldán, première femme sculpteur espagnole